# STS-66
STS-66は、アトランティスを用いて行われたスペースシャトル計画のミッションである。1994年11月3日午前11時59分43.060秒(EDT)にケネディ宇宙センター第39発射施設Bから打ち上げられた。1994年11月14日午前10時33分45秒(EST)にエドワーズ空軍基地に着陸した。

## 乗組員
- 船長 - ドナルド・マクモナグル (3)
- 操縦手 - カーティス・ブラウン (2)
- ミッションスペシャリスト1 - エレン・オチョア (2)
- ミッションスペシャリスト2 - ジョセフ・タナー（英語版） (1)
- ミッションスペシャリスト3 - ジャン＝フランソワ・クレルボワ（英語版） (1)
- ミッションスペシャリスト4 - スコット・パラジンスキー（英語版） (1)

## ハイライト

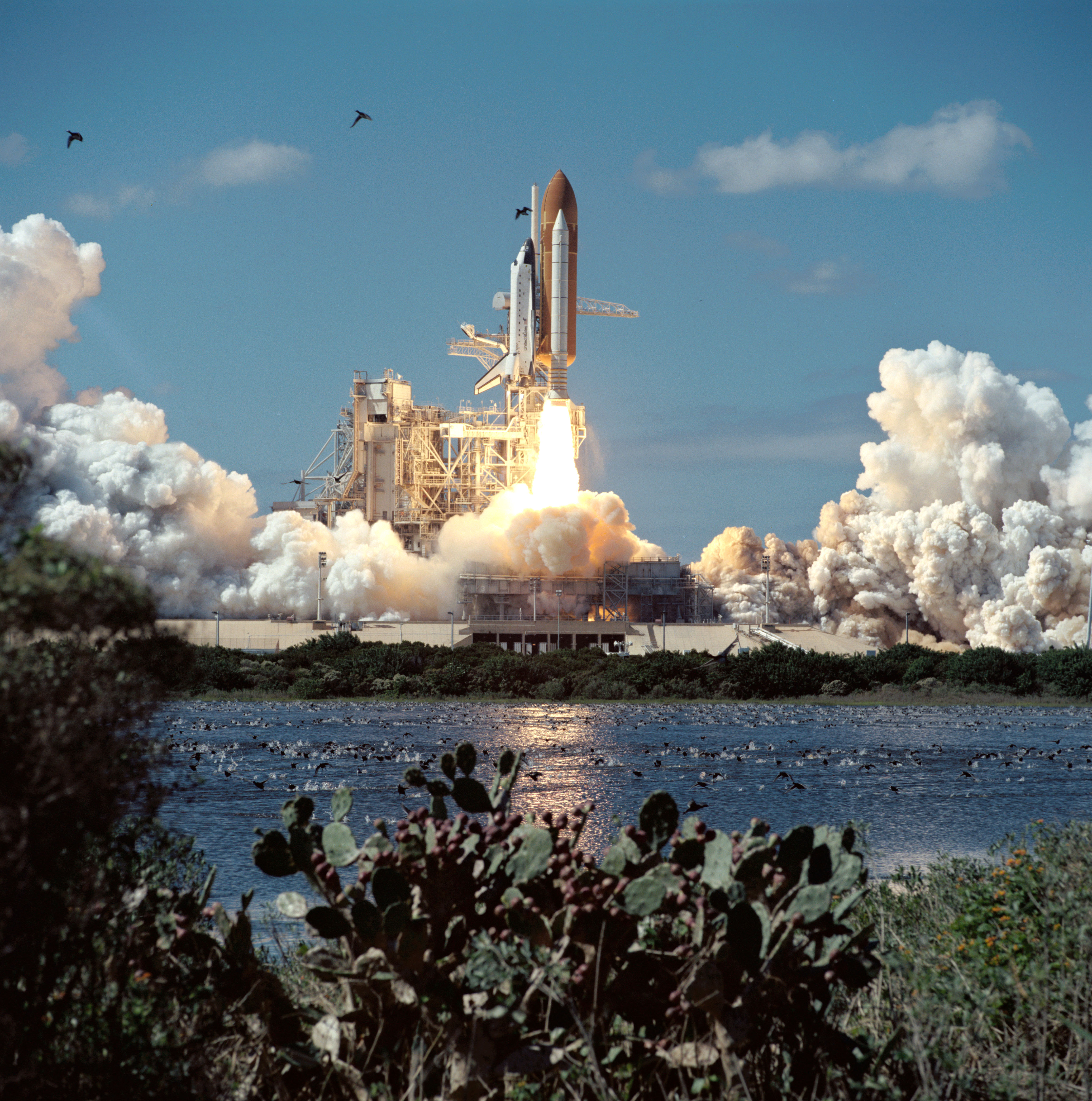
アトランティスの打上げ

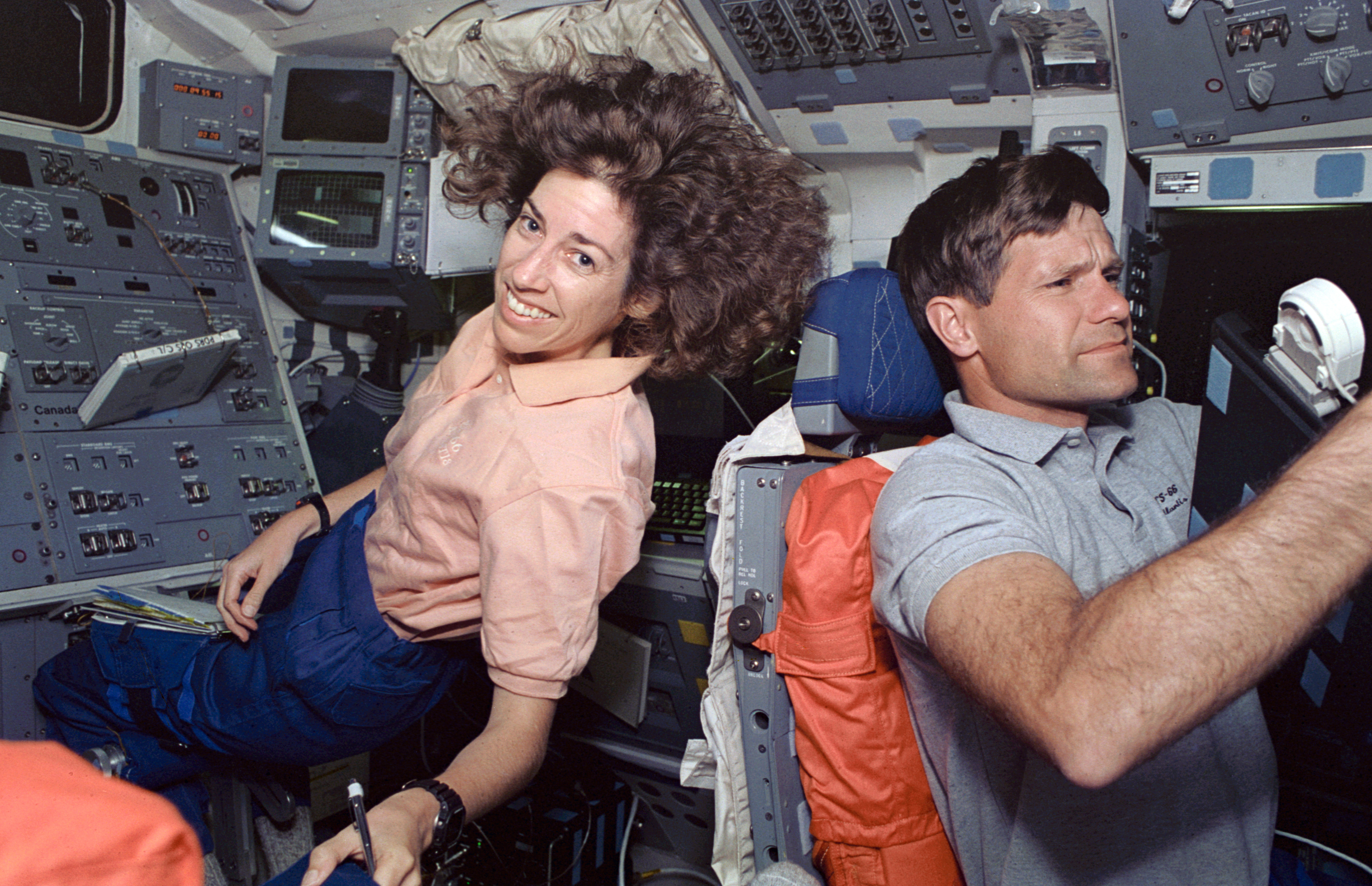
船尾のフライトデッキでカナダアームを操作するオチョア

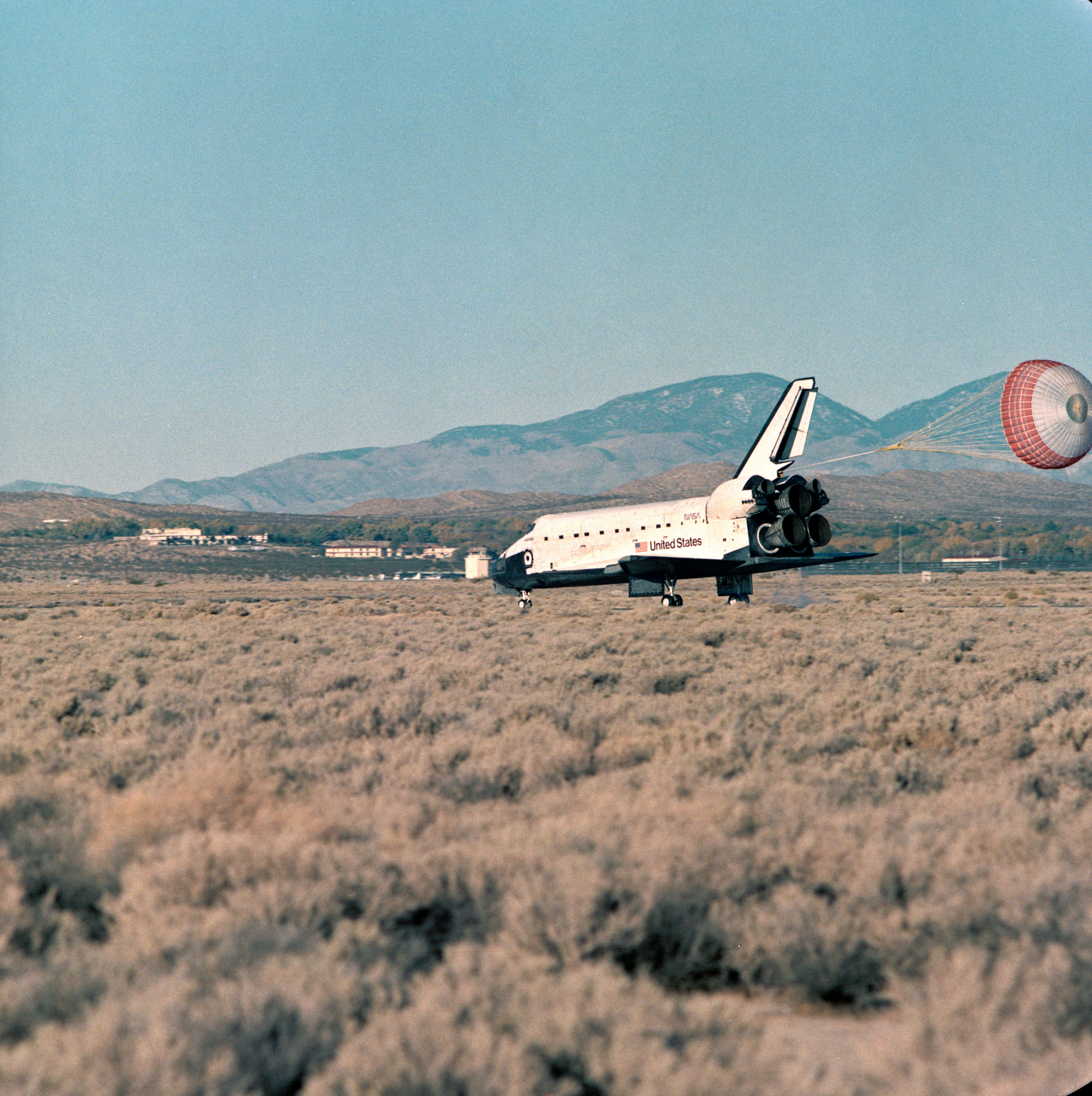
アトランティスの着陸

STS-66の主要ペイロードは、Atmospheric Laboratory for Applications and Sciences - 3 (ATLAS-03)であった。これは、太陽のエネルギーについてとそれがいかにして地球の気候や環境に影響を与えているかを研究する一連のスペースラブの実験を継続するものである。ATLAS-03ミッションは、晩秋の北半球中緯度のスペースシャトルからの詳細な観測を初めて提供した。北極海のオゾンホールが縮小するタイミングの飛行によって、大気中層へのオゾンホールの影響の可能性、北極海の大気が再生する方法、冬が近づく季節の北半球の大気の変化についての研究が可能となった。
ATLAS-03に加え、このミッションではCryogenic Infrared Spectrometer Telescope for Atmosphere (CRISTA)の展開、回収が行われた。この衛星は、大気の変動性を調査し、1991年12月に打ち上げられたUpper Atmosphere Research Satellite (UARS)で得られたデータを補完するものであった。CRISTA-SPASは、アメリカ合衆国とドイツの共同実験である。
カードベイ内のその他のペイロードには、Shuttle Solar Backscatter Ultraviolet (SSBUV-7)、Experiment on the Sun Complementing ATLAS (ESCAPE-II)があった。ミッドデッキ内のペイロードには、Physiological & Anatomical Rodent Experiment (PARE/NIR-R)、Protein Crystal Growth-Thermal Enclosure (PCG-TES)、Protein Crystal Growth- Single Locker (PCG-STES)、Space Tissue Loss/National Institute of Health (STL/NIH-C)、Space Acceleration Measurement System (SAMS)、Heat Pipe Performance-2 Experiment (HPP-2)があった。
STS-66は、太陽のエネルギー放出、地球の大気中層の化学組成、これらの要因が地球のオゾンレベルに与える影響についての包括的なデータ収集が進められた。ATLAS-3の7つの機器は、以前の2度のATLASミッションでも宇宙で観測を行った。このような宇宙からの広範な大気測定が可能な機器は他にはなかった。また、NASAとドイツ航空中センターの共同ミッションであるCryogenic Infrared Spectrometers and Telescopes for the Atmosphere-Shuttle Pallet Satellite (CRISTA-SPAS)も主要ペイロードだと考えられた。このミッションでは、乗組員は2つのチームに分かれ、1日24時間の研究が行われた。
カーゴベイのスペースラブのパレットに搭載されたATLAS-3の機器には、大気中の痕跡ガスについて、以前の3度の飛行の合計よりも多くのデータを収集することを目的としたAtmospheric Trace Molecule Spectroscopy (ATMOS)、古くなったNOAA-9衛星やATLAS-3のその他の機器のため、オゾンモニターの校正用のオゾンの測定値を得ることを目的としたShuttle Solar Backscatter Ultraviolet Spectrometer (SSBUV)、1991年に打ち上げられたUpper Atmosphere Research Satellite (UARS)を検定標準として用いて、30周回分の太陽の合計放射を非常に正確に測定することを目的としたActive Cavity Radiometer Irradiance Monitor (ACRIM)、ベルギーが提供し、太陽放射を測定するMeasurement of the Solar Constant (SOLCON)、フランスが提供し、波長の関数として太陽の放射を測定するSolar Spectrum Measurement (SOLSPEC)、15年の寿命で最高精度で太陽の紫外線放射を測定するSolar Ultraviolet Spectral Irradiance Monitor (SUSIM)がある。Millimeter Wave Atmospheric Sounder (MAS)は、コンピュータが故障し、運用が止まるまでの9時間の観測で、高度20-100kmの水蒸気、一酸化塩素、オゾンの分布を測定した。
CRISTA-SPASは、ミッション2日目にシャトル・リモート・マニピュレータ・システムから放出された。シャトルの後方約40-70kmを飛行し、回収されてカーゴベイに戻されるまで、8日間以上のデータの収集を行った。CRISTAの機器は、大気中層の痕跡ガスの中規模から小規模の分布に関する情報を初めて集め、大気や地球のエネルギー収支のより優れたモデルの構築に役立てられた。CRISTA-SPASの2つめの機器であるMiddle Atmosphere High Resolution Spectrograph Investigation (MAHRSI)は、高度40-120kmの低中層でオゾンを破壊するヒドロキシルラジカルや一酸化窒素の量を測定した。MAHRSIは、大気中のヒドロキシルラジカルについての最初の地球全体のマップを作成した。
CRISTA-SPASの回収に当たり、将来のスペースシャトルとミールのドッキングに向けて、難しい接近方法が試験され、成功した。R-Barアプローチと呼ばれる方法で、推進剤の消費量を減らし、オービタのスラスタからのミールのシステムへの混入のリスクを下げるものである。STS-66の後、アトランティスはミールや国際宇宙ステーションへの往来に用いられるようになり、アトランティス単独でのミッションは、その後、STS-125まで14年間行われなかった。